# 努瓦扬
努瓦扬（法語：Noyant，法語發音：[nwajɑ̃] ⓘ）是法国曼恩-卢瓦尔省的一个旧市镇，属于索米尔区。2016年12月15日，努瓦扬和相邻的另外13个市镇合并为新市镇努瓦扬维拉日（Noyant-Villages），努瓦扬为政府驻地。

## 地理
努瓦扬（47°30'43"N, 0°6'56"E）面积27.41 平方千米，位于法国卢瓦尔河地区大区曼恩-卢瓦尔省，该省份为法国西部内陆省份，大致对应安茹地区，北起顺时针与马耶讷省、萨尔特省、安德尔-卢瓦尔省、维埃纳省、德塞夫勒省、旺代省、大西洋卢瓦尔省和伊勒-维莱讷省接壤。
与努瓦扬接壤的市镇（或旧市镇、城区）包括：欧韦尔斯、布雷伊、代讷泽苏勒吕德、利尼耶尔布通、梅涅勒维孔特、梅翁。
努瓦扬的时区为UTC+01:00、UTC+02:00（夏令时）。

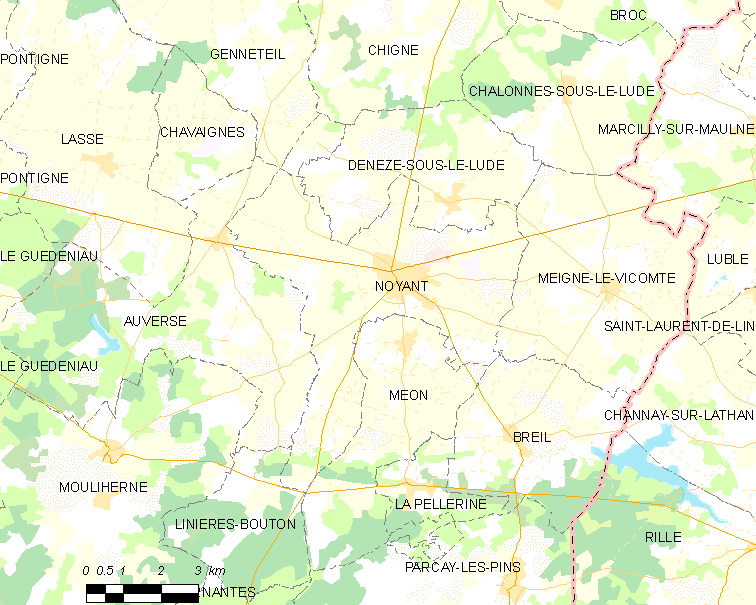
努瓦扬的OSM定位图

## 行政
努瓦扬的邮政编码为49490，INSEE市镇编码为49228。

## 政治
努瓦扬所属的省级选区为安茹地区博福尔县。

## 人口

1962-2008年间努瓦扬人口变化图示

努瓦扬于2018年1月1日时的人口数量为1740人。